# Jil Frehse
Jil Frehse (* 10. Mai 2004 in Erkelenz) ist eine deutsche Fußballspielerin. Nach 2021 gehört sie seit 2024 ein zweites Mal der ersten Mannschaft von Borussia Mönchengladbach an.

## Karriere

### Vereine
Frehse begann in ihrem Geburtsort beim dort ansässigen SC 09 Erkelenz mit dem Fußballspielen, bevor sie im Alter von 15 Jahren in die Jugendabteilung von Borussia Mönchengladbach wechselte. In der Staffel West/Südwest der B-Juniorinnen-Bundesliga bestritt sie in der Saison 2019/20 elf und in der Saison 2020/21 vier Punktspiele. Ein Jahr zuvor – obwohl noch der B-Jugendmannschaft angehörig – rückte sie in die Zweite Mannschaft auf, dessen Spielkader sie vom 21. März bis zum 6. Juni 2021 angehörte, in der 2. Bundesliga Nord jedoch nicht eingesetzt wurde.
Zu Einsätzen im Seniorinnenbereich kam sie nach dem Wechsel zu Alemannia Aachen. Ihr erstes von 18 Saisonspielen in der drittklassigen Regionalliga West bestritt sie am 29. August 2021 (1. Spieltag) bei der 1:2-Niederlage im Auswärtsspiel gegen Borussia Mönchengladbach. Mit dem Abstieg ihrer Mannschaft verließ sie den Verein; sie wurde zur Saison 2022/23 vom 1. FFC Turbine Potsdam verpflichtet und erhielt einen Vertrag über drei Jahre. Ihr Pflichtspieldebüt für den Verein gab sie zunächst für den 1. FFC Turbine Potsdam II in der 2. Bundesliga. Am 28. August 2022 (1. Spieltag) gewann sie mit der Zweitvertretung das Heimspiel gegen Eintracht Frankfurt II mit 3:2. Ihr Bundesligadebüt gab sie am 1. Oktober 2022 (3. Spieltag) bei der 2:4-Niederlage im Auswärtsspiel gegen den 1. FC Köln mit Einwechslung für Mai Kyōkawa in der Nachspielzeit der ersten Halbzeit und ersetzte die mit der Roten Karte des Feldes verwiesene Stammtorhüterin Vanessa Fischer.
Am 18. Juli 2024 wurde sie von Borussia Mönchengladbach unter Vertrag genommen.

### Nationalmannschaft
Frehse debütierte als Nationalspielerin für die U15-Nationalmannschaft, für die sie am 2. November 2018 beim 1:0-Sieg im Freundschaftsspiel gegen die Schweizer U16-Auswahl in Kempten (Allgäu) das Tor hütete. In den Länderspielen am 5. Dezember 2018, beim 2:1-Sieg über die Auswahl Belgiens, am 25. April 2019, beim 4:0-Sieg über die Auswahl Tschechiens und am 23. Mai 2019, bei der 0:1-Niederlage gegen die Auswahl der Niederlande, wurde sie ebenfalls eingesetzt. Am 7. November 2019 debütierte sie für die U16-Nationalmannschaft beim 1:1-Unentschieden gegen die Auswahl Dänemarks in Køge.